# Костел Воздвиження (Береговe)
Костел Воздвиження (Берегово) —  церква в м. Берегове, Закарпатської області, пам'ятка архітектури національного значення (№ 1109), розташована в районі Чопівка.

## Історія
Церква датована XIII - XIV століттями. Спочатку католицький храм під час розвитку реформації в 1610 році переданий кальвіністам. Церква була реконструйована в 1779 році. В 1924 році перебудована вежа храму, яка складалась з чотирьох ярусів, перший з яких залишився в готичному стилі. Реставраційні роботи також проводились у 1975-1978 роках.
В 1973 році, в храмі був музей атеїзму.

## Архітектура
Церква є кам'яною однонавною базилікою, побудованою в готичному стилі з прямокутними хорами і чотириярусною баштою, в якій розташована дзвіниця, перекритою шатровим дахом. Яруси вежі відокремлені в екстер'єрі карнизами. На першому з них залишились двері в формі стрілчастої арки. Вікна в церкві вузькі і високі з широкими відкосами. Склепіння в церкві хрестоподібне. Церква відштукатурена, проте частина кам’яної кладки стіни після останнього ремонту залишилась нештукатурена, щоб можна було уявити собі первинний вигляд храму.  

## Див також
- Костел Воздвиження Святого Хреста (Берегове);
- Реформатська церква (Мукачево);
- Реформатська церква (Тячів);
- Реформатська церква (Ужгород).